# 大杨桐
大杨桐（学名：Adinandra grandis）为山茶科杨桐属下的一个种。

## 扩展阅读
- 維基物種上的相關：大杨桐